# Филип II Филоромеј
Филип II Филоромеј (грчки: Φίλιππος ὁ Φιλορωμαῖος, "пријатељ Римљана"), је био владар хеленистичког Селеукидског краљевства, син Филипа I Филаделфа. Владао је од 65. до 64. године п. н. е.

## Биографија
Филип је био син краља Филипа I Филаделфа. Припадао је династији Селеукида. Шездесетих година 1. века п. н. е. он је владао деловима Сирије, као вазални краљ под Помпејем Великим. Са својим рођаком Антиохом XIII Азијатиком, Филип се такмичио за наклоност великог римског војсковође Помпеја. Помпеј је убио Антиоха. Нумизматички материјал из времена Филипове владавине није познат, што је неуобичајено за селеукидске владаре. Сем Филипа, једини владар чији новац није сачуван био је Селеук V. Ово је доказ да Филип није владао ни једним градом у коме је постојала ковница новца. Филип је можда живео и након свргавања са престола. Помиње се неки селеукидски принц Филип, као потенцијални вереник Беренике IV, сестре Клеопатре VII 56. године п. н. е. Унију је осујетио римски гувернер Сирије Аул Габиније који је вероватно убио Филипа II. Сам Филип у историји Селеукидског краљевства није оставио дугог трага. Значајан је по томе што се са њим угасила селеукидска лоза, вероватно једна од најутицајнијих владарских породица хеленистичког света.